# Отто, Джон (директор ФБР)
Джон И Отто (англ. John E. Otto; 18 декабря 1938, Сент-Пол — 22 апреля 2020, Норман, Оклахома) — исполняющий обязанности директора ФБР с 26 мая по 2 ноября 1987 года.
Уроженец Сент-Пола (штат Миннесота), Отто служил в морской пехоте и принимал участие в университете Миннесоты перед передачей в Государственный университет Сен-Клу, где он получил степень в 1960 году, после четырех лет аспирантуры в области образования администрации. Будучи студентом, он работал заместителем шерифа в округе Рамси (штат Миннесота) и в департаменте полиции города Арден-Хилс — во время преподавания в средней школе в Сент-Поле.
В 1964 году Отто вступил в ФБР, двигаясь вверх по служебной лестнице, получил звания инспектора и руководителя позиций. После службы в качестве специального агента, отвечающего за отделения Миннеаполис и Чикаго, Отто был назначен на руководящие должности, став исполнительным помощником директора правоохранительных служб в 1981 году.
Он стал исполняющим обязанности директора ФБР, когда директор Уильям Уэбстер был назначен директором Центральной разведки, и ушёл в отставку, когда Уильям Сешнс получил одобрение Сената.
В 1990 году награждён директором Сэшшнсом первой медалью «Заслуженный достижений». По его уходе на пенсию в том же году Отто стал сотрудником органов безопасности для Delta Air Lines.